# Круколи
Круколи (итал. Crucoli) — коммуна в Италии, располагается в регионе Калабрия, подчиняется административному центру Кротоне.
Население составляет 3377 человек, плотность населения составляет 67,8 чел./км². Занимает площадь 50 км². Почтовый индекс — 88812. Телефонный код — 0962.
Покровительницей коммуны почитается Пресвятая Богородица (Madonna di Manipuglia), празднование происходит в третье воскресение мая.

## Гастрономия
Круколи является краем сарделлы. Именно здесь рождается это рыбное блюдо, ингредиентами которого являются маленькие сардины, соль, молотый перец и укроп. Каждый год, начиная с 1972, во второе воскресенье августа, в историческом центре происходит фестиваль Сарделла.